# Леннокс, Чарльз, 2-й герцог Ричмонд
Чарльз Леннокс, 2-й герцог Ричмонд, 2-й герцог Леннокс, 2-й герцог Обиньи (англ. Charles Lennox, 2nd Duke of Richmond; 18 мая 1701[…], Чичестер — 8 августа 1750[…], Годалминг, Суррей — британский аристократ и политик. Сын Чарльза Леннокса, 1-го герцога Ричмонда и 1-го герцога Леннокса, младшего из семи незаконнорождённых сыновей короля Англии Карла II Стюарта. Он был самым важным из первых покровителей игры в крикет и сделал многое, чтобы помочь его эволюции от деревенского крикета до первоклассного крикета.

## Титулатура
2-й герцог Ричмонд (с 27 мая 1723 года), 2-й барон Сеттирингтон, Йоркшир (с 27 мая 1723), 2-й граф Марч (с 27 мая 1723), 2-й граф Дарнли (с 27 мая 1723), 2-й герцог Леннокс (с 27 мая 1723), 2-й лорд Торболтон (с 27 мая 1723), 2-й герцог д’Обиньи (с 1734 года).

## Ранняя жизнь
Родился 18 мая 1701 года в Гудвуд-хаусе, графство Сассекс, Англия. Единственный сын Чарльза Леннокса, 1-го герцога Ричмонда и 1-го герцога Леннокса (1672—1723), и Энн Браднелл (1671—1722). Чарльз Леннокс титуловался графом Марчем с момента своего рождения в 1701 году как наследник герцогства своего отца. Он также унаследовал любовь своего отца к спорту, особенно к крикету. В возрасте 12 лет он попал в серьёзную аварию, когда его сбросили с лошади во время охоты, но он выздоровел, и это не помешало ему заниматься верховой ездой.
Граф Марч вступил в брак по расчёту в декабре 1719 года, когда ему было всего 18 лет, и его невесте, достопочтенной Саре Кадоган было всего 13 лет, чтобы использовать большое приданое Сары для оплаты своих значительных долгов. Свадьба состоялась в Гааге.
В 1722 году граф Марч стал членом Палаты общин от Чичестера в качестве первого члена, а сэр Томас Миллер — вторым. Он отказался от своего места после смерти отца в мае 1723 года и унаследовал титул 2-го герцога Ричмонда. Особенностью карьеры Ричмонда была поддержка, которую он получал от своей жены Сары, её интерес был очевиден в сохранившихся письмах.
Их внук Чарльз Леннокс, ставший 4-м герцогом Ричмондом и Ленноксом, известен в истории крикета как достопочтенный полковник Чарльз Леннокс, известный любитель бэтсмена конца XVIII века, который был одним из главных патронов Томаса Лорда, когда он основал свою новую базу в Марилебоне.

## Крикетная карьера
Чарльз Леннокс, 2-й герцог Ричмонд был описан как величайший покровитель раннего крикета . Хотя он играл в крикет в детстве, его настоящее участие началось после того, как он унаследовал герцогский титул. Он был капитаном своей собственной команды, и среди его игроков были некоторые из самых ранних известных профессионалов, таких как его подопечный Томас Уэймарк. Позже, когда он покровительствовал Слиндонскому крикетному клубу, герцог Ричмонд был связан с братьями Ньюланд. Его самый ранний записанный матч - это матч против команды сэра Уильяма Гейджа XI 20 июля 1725 года, который упоминается в сохранившемся письме сэра Уильяма герцогу.
Сохранились записи о четырёх матчах, сыгранных командой Ричмонда в сезоне 1727 года. Два были против XI Гейджа и два против XI, поднятых покровителем Суррея Аланом Бродриком. Эти последние две игры очень важны, потому что Ричмонд и Бродрик заранее составили Статьи соглашения, чтобы определить правила, которые должны применяться в их соревнованиях. Они были перечислены в шестнадцати пунктах. Считается, что это был первый случай, когда правила (или какая-то часть правил, как в данном случае) были формально согласованы, хотя правила как таковые определённо существовали. Первая полная кодификация Законов крикета были сделаны в 1744 году. В ранние времена правила согласовывались устно и были подвержены местным вариациям; этот синдром был также очевиден в футболе до тех пор, пока не была основана ФА, особенно в отношении вопроса обращения с мячом. По сути, статьи соглашения были сосредоточены на жилых квалификациях и обеспечении того, чтобы не было никакого несогласия ни с одним игроком, кроме двух капитанов.
В 1728 году Ричмондский «Сассекс» дважды играл против «Кента» Эдвина Стеда и проиграл оба матча: «люди (Кента) были слишком опытны для людей Сассекса». В 1730 году команда Ричмонда провела два матча против команды Гейджа XI и ещё один матч против команды Суррея XI, поддерживаемой мистером Эндрюсом из Санбери. Ричмонд проиграл Эндрюсу. Второй поединок против Гейджа, который должен был состояться в «The Dripping Pan» близ Льюиса, был «отложен из-за болезни Уэймарка, человека герцога».
В 1731 году Ричмонд участвовал в одном из самых спорных матчей, записанных в ранней истории крикета. 16 августа его сассекская команда играла против Мидлсекса XI при поддержке некоего Томаса Чемберса на неопределённом месте в Чичестере. Команда Чемберса выиграла этот матч, который имел приз в 100 гиней, и возвращение было организовано в Ричмонд-Грин 23 августа. Ответный матч был сыгран за 200 гиней, и он примечателен как самый ранний матч, результаты которого известны команде: Ричмонд XI 79, Чемберс XI 119; Ричмонд XI 72, Чемберс XI 23-5. Игра закончилась быстро в заранее оговорённое время, хотя Чемберс XI с «четырьмя или пятью ещё входящими» и нуждающимися «примерно в 8-10 зарубках» явно одержал верх. Конечный результат вызвал скандал среди толпы в Ричмонд-Грин, которая была возмущена быстрым финишем, потому что герцог Ричмонд опоздал и задержал начало игры. Беспорядки привели к тому, что некоторые из игроков Сассекса «сорвали рубашки с их спин», и было сказано, что «начнётся судебный процесс о игре». В заметке о другом матче с участием XI Чамберса в сентябре Джордж Бент Бакли записал, что герцог Ричмонд, возможно, уступил результат Чамберсу, предположительно, чтобы остановить угрозу судебного разбирательства.
Ричмонд больше не упоминается в источниках крикета в течение десяти лет. Возможно, он отошёл в сторону после скандала 1731 года но более вероятно то, что он прервал его герцог Си Ричмонд после того, как он сломал ногу в 1733 году и больше не мог играть сам. Вместо этого, он направляется его энтузиазм по крикету команды из небольшого посёлка Слиндон, которые граничили с его поместьем Гудвуд-хаус.
Взлёт к славе Слиндонского крикетного клуба был основан на игре Ричарда Ньюленда и покровительстве Ричмонда. В четверг, 9 июля 1741 года, в письме к мужу герцогиня Ричмонд упоминает о разговоре с Джоном Ньюлендом по поводу матча Слиндон против Ист-Дина в Лонг-Дауне, близ Эртама, неделей ранее. Это самое раннее зарегистрированное упоминание о какой-либо семье Ньюлендов. Затем, 28 июля, Ричмонд отправил два письма герцогу Ньюкаслу рассказать ему об игре, которая в тот день закончилась потасовкой с «сердечными ударами» и «разбитыми головами». Игра шла в Портслейде между Слиндоном, который выиграл, и безымянными противниками.
В понедельник, 7 сентября 1741 года, Слиндон играл в Суррее в Мерроу-Даун, недалеко от Гилфорда. Ричмонд в письме к герцогу Ньюкаслу перед игрой говорил о «бедном маленьком Слиндоне против почти всего графства Суррей». На следующий день он снова написал, сказав, что «уи (sic) обыграли Суррей почти в одной подаче».
Герцогиня написала ему в среду, 9 сентября, и сказала, что «хотела бы … чтобы сассекская мафия (sic) разгромила суррейскую мафию». Она «затаила злобу на этих парней с тех самых пор, как они набросились на тебя» (очевидно, намёк на фиаско Ричмонд-Грина в августе 1731 года). Затем она сказала, что хотела бы, чтобы герцог «выиграл больше их денег».
В 1744 году Ричмонд создал то, что сейчас является самой старой в мире известной картой для матча между Лондоном и Слиндоном на Артиллерийском полигоне 2 июня. Слиндон выиграл 55 ранов, и оригинальная система показателей теперь находится среди бумаг Ричмонда во владении архивного управления Западного Сассекса.
В августе 1745 года Ричмонд поддержал Сассекс XI против Суррея в матче на Берри-Хилл, недалеко от Арундела. Похоже, что Суррей выиграл эту игру, учитывая замечание, сделанное лордом Джоном Филипом Сэквиллом в письме Ричмонду от субботы 14 сентября: «Я хотел бы, чтобы вы позволили Риджуэю играть вместо вашего стоппера, который мог бы повернуть матч в нашу пользу».
Когда одиночная калитка стала доминирующей формой крикета в конце 1740-х годов, герцог Ричмонд вошёл в ряд команд, в основном сосредоточенных на Стивене Дингейте, который в то время работал у него. Например, ряд матчей был сыгран командой «тройки» из Дингейта, Джозефа Радда и Пая. Ричмонду часто противостоял его бывший крикетист Томас Уэймарк, всё ещё выдающийся игрок, но теперь проживающий в Беркшире.
Герцог Ричмонд умер 8 августа 1750 года. Он был, пожалуй, величайшим из первых покровителей игры, особенно слиндонского клуба и сассекского крикета в целом. За его смертью последовал резкий спад в судьбе Сассекского крикета, в котором было мало значимых матчей до появления Брайтонского крикетного клуба в 1790-х годах.

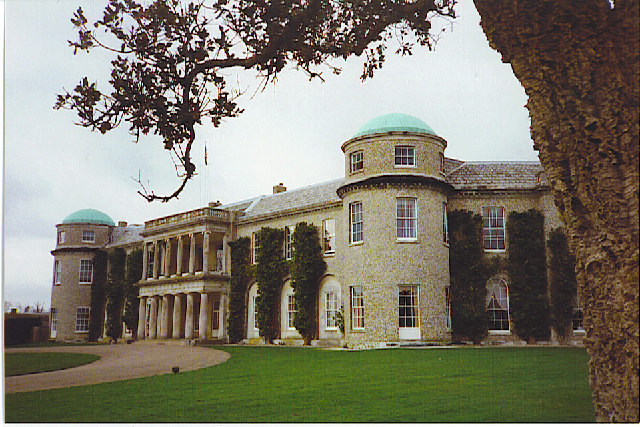
Гудвуд-хаус, родовое гнездо герцогов Ричмонд и Леннокс

## Пэрская карьера
Герцог Ричмонд имел множество титулов, в том числе орден Подвязки, орден Бани, тайный советник и член Королевского общества. В 1734 году он унаследовал титул герцога д’Обиньи во Франции после смерти своей бабушки Луизы де Керуайль, герцогини Портсмутской (1646—1734).
Чарльз Леннокс, герцог Ричмонд, служил лордом спальни короля Великобритании Георга II с 1727 года, а в 1735 году был назначен королевским конюшим.

## Масонство
Позже в том же году Чарльз Леннокс последовал за своим отцом, 1-м герцогом Ричмондом, в масонство и стал Великим магистром Первой Великой ложи Англии в 1724 году, через несколько лет после её образования в 1717 году. Его отец был мастером-каменщиком в Чичестере в 1696 году.
Будучи герцогом Обиньи, он также способствовал распространению масонства во Франции. В 1734 году он создал масонскую ложу в замке д’Обиньи близ Меца на северо-востоке Франции. Год спустя вместе с другим бывшим великим магистром, Иоанном Теофилом Дезагюлье, он помог открыть ложу в отеле на улице Бюсси в Париже.

## Гражданские роли
Он был избран мэром Чичестера в 1735—1736 годах.
Герцог Ричмонд был одним из основателей Лондонской больницы для подкидышей, который получил свою Королевскую хартию от Георга II в 1739 году. Эта больница была благотворительной организацией, занимавшейся спасением брошенных лондонских детей. И герцог, и герцогиня проявили большой интерес к проекту. Герцог присутствовал на заседаниях комитета, и оба принимали участие в крещении и наречении первых детей, принятых в больницу в марте 1741 года.

## Военная карьера
Герцог Ричмонд был генерал-лейтенантом британской армии и служил под началом знаменитого герцога Камберленда в Ганноверской кампании против восстания якобитов в 1745 году.

## Контрабанда
1740-е годы были бурным временем для Сассекса. Наблюдался рост контрабандных банд; из них, вероятно, самой жестокой была печально известная банда Хокхерста. Банда несла ответственность за жестокое убийство сапожника и таможенника. Герцог Ричмонд решил отомстить виновным. Он начал с того, что обратился к властям с ходатайством о проведении в Чичестере специального суда присяжных. Он не доверял местным судьям (в Западном Сассексе), так как на них нельзя было полагаться для осуждения контрабандистов. Поэтому он получил разрешение на вывоз судей из Лондона. Судьи (сэр Томас Берч, сэр Майкл Фостер и барон Эдвард Клайв) под охраной отправились в Гудвуд, где Ричмонд развлекал их перед судом . Его действия против банды, возможно, были отчасти вызваны опасениями, что контрабандисты помогали якобитам, снабжая французов разведданными. Все виновные в убийстве двух мужчин были схвачены и осуждены.
Во время двухлетней кампании Ричмонда против нелегальной торговли тридцать пять контрабандистов были казнены, а ещё десять умерли в тюрьме, прежде чем их успели повесить. Однако, хотя его кампании удалось уменьшить число случаев контрабанды, писатель Хорас Уолпол сообщил в 1752 году (после смерти Ричмонда), что Сассекс был «жесток» с контрабандистами.

## Семья

### Брак и дети

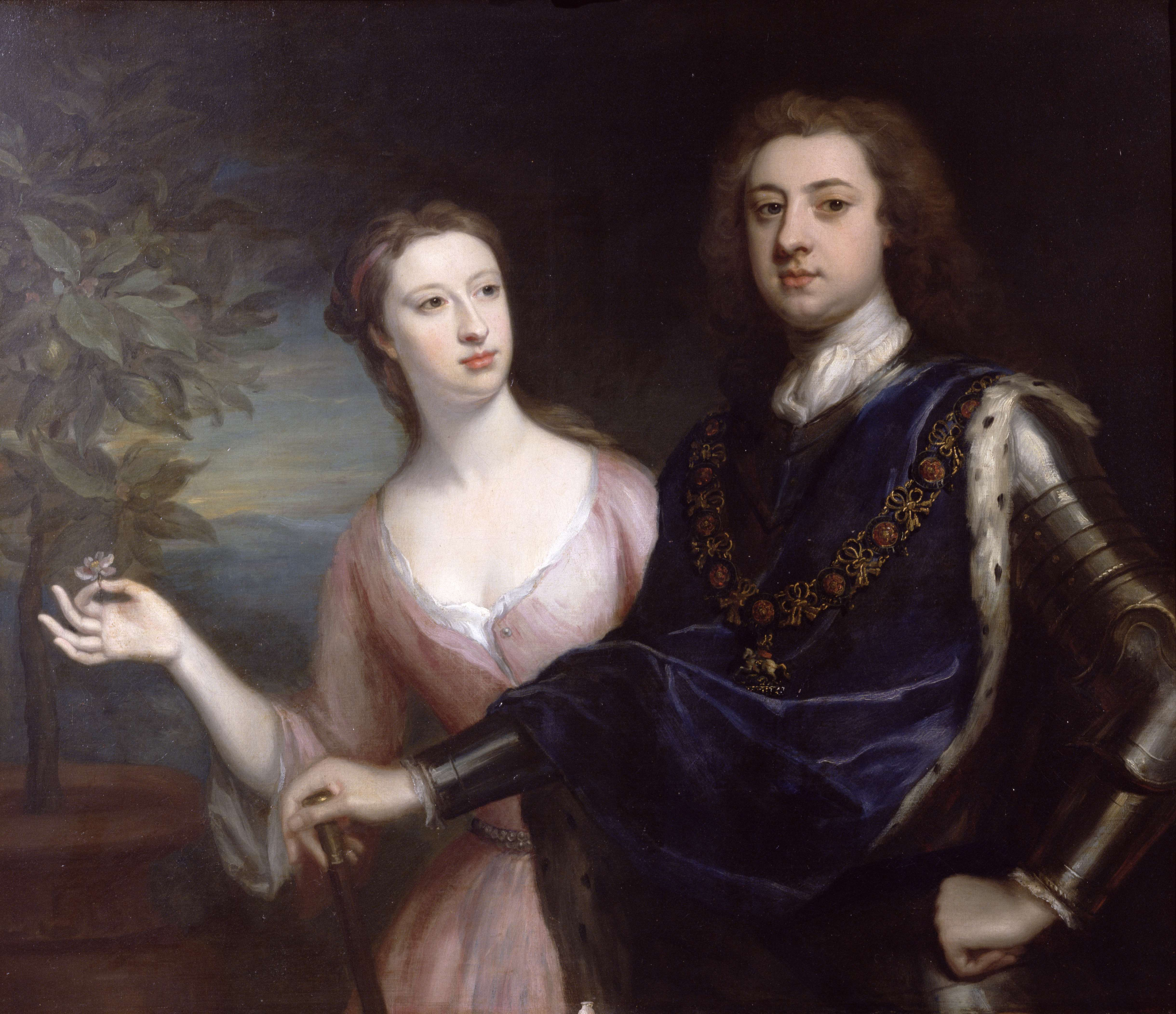
«Герцог и герцогиня Ричмондские» Джонатана Ричардсона. Этот портрет был сделан по просьбе бабушки герцога Луизы де Керуайль, которая хотела получить портрет своего внука и его жены.

4 декабря 1719 года в Гааге (Нидерланды) Чарльз Леннокс женился на леди Саре Кадоган (18 сентября 1705 — 25 августа 1751), дочери Уильяма Кадогана, 1-го графа Кадогана (1671—1726), и Маргарет Сесилии Мунтер (1675—1749). У них было двенадцать детей:
- леди Джорджиана Каролина Леннокс (27 марта 1723 — 24 июля 1774) вышла в 1744 году замуж за Генри Фокса, 1-го барона Холланда (1705—1774).
- лорд Чарльз Леннокс, граф Марч (3 сентября 1724 — 1724)
- леди Луиза Маргарет Леннокс (15 ноября 1725 — май 1728)
- леди Энн Леннокс (27 мая 1726 — 1727)
- лорд Чарльз Леннокс, граф Марч (9 сентября 1730 — ноябрь 1730)
- леди Эмилия Мэри Леннокс (6 октября 1731 — 27 марта 1814), 1-й муж с 1747 года Джеймс Фицджеральд, 1-й герцог Лейнстер (1722—1773), 2-й муж с 1774 года Уильям Огилви (1740—1832).
- Чарльз Леннокс, 3-й герцог Ричмонд (22 февраля 1735 — 29 декабря 1806)
- лорд Джордж Леннокс (29 ноября 1737 — 25 марта 1805), генерал, отец Чарльза Леннокса, 4-го герцога Ричмонда.
- леди Маргарет Леннокс (16 ноября 1739 — 10 января 1741)
- леди Луиза Августа Леннокс (24 ноября 1743—1821), вышла замуж в 1758 году за Томаса Коннолли (1738—1803).
- леди Сара Леннокс (14 февраля 1745 — август 1826), 1-й муж с 1762 года сэр Томас Чарльз Банбери, 6-й баронет (1740—1821), развод в 1776 году, 2-й муж с 1781 года полковник Джордж Нейпир (1751—1804).
- леди Сесилия Леннокс (28 февраля 1750 — 21 ноября 1769), незамужняя[35].

Погребение герцога Ричмонда состоялось в Чичестерском соборе. Его жена Сара пережила его всего на один год.